# الكسندر جي. باكستر
الكسندر جي. باكستر (بالإنجليزية: Alexander G. Baxter)‏ هو سياسي أمريكي، ولد في 6 نوفمبر 1859، وتوفي في 30 أغسطس 1934. حزبياً، نشط في الحزب الجمهوري. وقد انتخب عضو مجلس ولاية نيويورك.